# Pinacolona
| Pinacolona              |
| ----------------------- |
| 3,3-dimetilbutan-2-ona  |
| Tert-Butil metil ketona |
| Pinacolin               |

| Identificadores | Identificadores                       |
| --------------- | ------------------------------------- |
| Pubchem         | 6416                                  |
| InChI           | InChI=1S/C6H12O/c1-5(7)6(2,3)4/h1-4H3 |
| InChI Key       | PJGSXYOJTGTZAV-UHFFFAOYSA-N           |
| ChemSpider      | 6176                                  |

| Propriedades      | Propriedades                   |
| ----------------- | ------------------------------ |
| Formula molecular | {\displaystyle {\ce {C6H12O}}} |
| Massa molecular   | 100.161 g/mol                  |
| Ponto de fusão    | -52.5°C                        |
| Ponto de ebulição | 106°C                          |

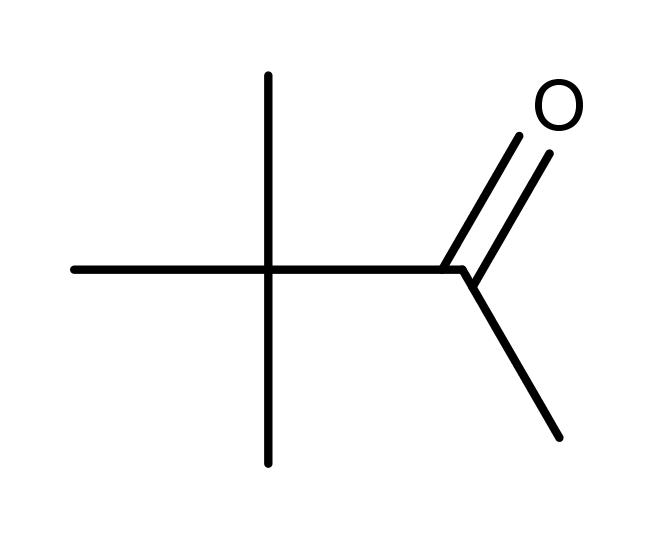

Pinacolona ou 3,3-dimetilbutan-2-ona é um composto orgânico que possui o grupo carbonila (C = O) em um carbono secundário da cadeia, ou seja, esse grupo sempre vem entre dois carbonos, formulado em {\displaystyle {\ce {C6H12O}}} é um liquido incolor com cheiro de cânfora é um composto bastante volátil, bastante solúvel em compostos como água, éteres, alcoóis e em mais solventes orgânicos, muito inflamável, em mistura com ar fica explosivo, é um intermediário utilizado como herbicida e fungicida

## Efeitos e exposição[3]
Mamíferos expostos a Pinacolona pode apresentar irritação na mucosa e nos olhos o agente é fatal se ingerido em excesso, exposição ao agente pode resultar em redução de trabalho da Acetilcolinesterase, exposição aguda ou excessiva ao agente faz o corpo não ganhar peso, falência cardiorrespiratória, depressão do SNC, Irritação da garganta, náuseas, vômitos, dor de cabeça, vertigem, incoordenação, a Pinacolona não faz ligação covalente na enzima e por isso seus efeitos são reversíveis e rápidos trazendo nenhuma sequela pela exposição, mas se houver sequelas é provável que venha como fraqueza muscular.

## Degradação
O agente quando liberado em ambiente por não possuir Hidroxilas ele necessita fazer duas reações de hidrólise, por isso comumente é decomposto por fotólise.

## Fabricação
É produzido a a partir da reação de etanal com 2-Cloro-2-metilpropano, a reação é catalisada por cloreto de alumínio, o ácido é neutralizado com Hidróxido de sódio a reação do ácido com a base produz água e ela é absorvida pelo cloreto de cálcio, o Cloreto de alumínio fica inalterado e se é destilado o Pinacolona a 106 graus Celsius.

## Referencias
1. ↑  «Pinacolone». Pubchem. 26 de março de 2005. Consultado em 1 de julho de 2017
2. ↑  «Pinacolone». ChemSpider. Consultado em 1 de julho de 2017
3. ↑  «Accute inhalation of Pinacolone». TOXNET. Consultado em 1 de julho de 2017